# لاديسلاس ستاريفيتش

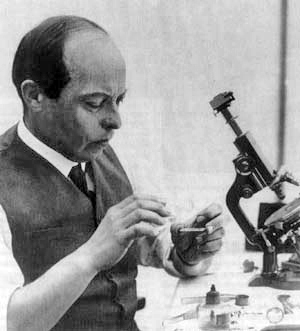
لاديسلاس ستاريفيتش

لاديسلاس ستاريفيتش (بالروسية:  Владислав Александрович Старевич)(بالبولندية:  Władysław Starewicz)8 أغسطس 1882 - 26 فبراير 1965) فنان بولندي - روسي يشتهر بـفن الدمى المتحركة الأقرب إلى الأنميشن أخرج العديد من الأفلام لم يتبقى منها سوى 18 قصير وواحد طويل وأثر على المخرجين السرياليين الكبيرين والمعاصرين يان شفانكماير وتيري جيليام والمخرج الأميركي الشهير ويس أندرسون.

## حياته ومهنته
ولد لاديسلاس ستاريفيتش في موسكو لعرقي بولندي والده الكسندر ووالدته أنتونينا ليجيكا من كاوناس. كلاهما ينتمي إلى طبقة نبلاء وكانا مختبئين بعد فشل انتفاضة يناير ضد الهيمنة الروسية القيصرية. بسبب وفاة والدته،  نشأ على يد جدته في كاوناس، ثم عاصمة محافظة كاوناس داخل الإمبراطورية الروسية.  وقال انه حضر الملعبفي دوربات (اليوم تارتو، إستونيا)، حيث عمل في رسم البطاقات البريدية والرسوم التوضيحية للمجلات المحلية. مارس ستاريفيتش مسيرة فنية على الرغم من احتجاج عائلته، والتحق بمدرسة للرسم.
كان لدى ستاريفيتش مصالح في عدد من المجالات المختلفة. بحلول عام 1910، تم تعيينه مديرًا لمتحف التاريخ الطبيعي في كاوناس، ليتوانيا. هناك قام بعمل أربعة أفلام وثائقية قصيرة حية للمتحف. بالنسبة للفيلم الخامس، أراد ستاريفيتش تسجيل معركة خنفساء الأيل، ولكن تم إعاقته بسبب حقيقة أن المخلوقات الليلية تموت حتمًا كلما تم تشغيل إضاءة المسرح. لوكانوس سيرفوس (1910) وهو على ما يبدو أول فيلم متحرك للعرائس وساعة ولادة للرسوم المتحركة الروسية.
في عام 1911 انتقل ستاريفيتش إلى موسكو وبدأ العمل مع شركة أفلام ألكسندر خانجونكوف. هناك صنع عشرين فيلما، معظمها رسوم متحركة باستخدام حيوانات ميتة. من بين هؤلاء ليوكانيدا الجميلة حصل على شهرة دولية (تم خداع أحد المراجعين البريطانيين ليعتقد أن النجوم كانت حشرات مدربة حية). لكن الفيلم الأكثر شهرة في هذه الفترة كان انتقام المصور عمل ساخر عن الكفر والغيرة بين الحشرات. تتميز بعض الأفلام المصممة لخانزونكوف بالحركة الحية / تفاعل الرسوم المتحركة. في بعض الحالات، تألف العمل المباشر من لقطات لإرينا ابنة ستاريفيتش. جدير بالملاحظة بشكل خاص فيلم ستاريفيتشالذي استمر 41 دقيقة عام 1913 ليلة ما قبل عيد الميلاد وهو مقتبس من قصة نيكولاي غوغول التي تحمل الاسم نفسه. فاز فيلم «الانتقام الرهيب» الذي صدر عام 1913 بالميدالية الذهبية في مهرجان دولي أقيم في ميلانو عام 1914، وهو مجرد واحد من خمسة أفلام فازت بجوائز من بين 1005 متسابق.
خلال الحرب العالمية الأولى، عمل ستاريفياش في العديد من شركات الأفلام، حيث أخرج كمية مهولة من أفلام الحركة الحية، بعضها كان ناجحًا إلى حد ما. بعد ثورة أكتوبر عام 1917، انحاز مجتمع السينما إلى حد كبير مع الجيش الأبيض وانتقل من موسكو إلى يالطا على البحر الأسود. بعد إقامة قصيرة، هرب ستاريفيتش وعائلته قبل أن يتمكن الجيش الأحمر من الاستيلاء على شبه جزيرة القرم، وتوقف في إيطاليا لفترة من الوقت قبل الانضمام إلى المهاجرين الروس في باريس.

## حكاية الثعلب
فيلمه الطويل المتبقي والذي يصنف من أهم إنتاجات السينما تم صنعه بالكامل بواسطته وابنته إيرين. تم إنتاجه في فونتني-سو-بوا من 1929-1930. عندما كان الفيلم جاهزًا، قرر المنتج لويس نالباس إضافة صوت عن طريق دعم القرص ولكن هذا النظام فشل ولم يتم إصدار الفيلم. اهتم استوديو الأفلام الألماني UFA بعرض الفيلم في جزأين. تمت إضافة الصوت باللغة الألمانية وعرض لأول مرة في برلين عام 1937 . في وقت لاحق، في عام 1941، روجر ريتشيبي (باريس سينما الموقع) أنتجت النسخة الفرنسية الصوت، والتي لأول مرة في أبريل نيسان عام 1941. وكان هذا ثالث فيلم رسوم متحركة طويل يكون فيه صوت.

## وصلات خارجية
لاديسلاس ستاريفيتش على قاعدة بيانات الأفلام على الإنترنت